# Caloboletus calopus
Caloboletus calopus (Christian Hendrik Persoon, 1801 ex Alfredo Vizzini, 2014) sin. Boletus calopus (Jacob Christian Schäffer, 1774 ex Christian Hendrik Persoon, 1801), din încrengătura Basidiomycota în familia Boletaceae și de genul Caloboletus, cunoscut în România, Basarabia și Bucovina de Nord sub numele hrib frumos sau hrib cu picior frumos, este o specie de ciuperci necomestibile, regional destul de fecventă. Acest burete coabitează, fiind un simbiont micoriza (formând micorize pe rădăcinile de arbori). El poate fi găsit în primul rând în păduri de conifere sub molizi, mai rar în cele de foioase sub fagi, crescând solitar sau în grupuri mici, de la câmpie la munte, dar preferat în zonele montane mai călduroase de exemplu ale Munții Carpaților, din (iunie) iulie până octombrie.

## Taxonomie

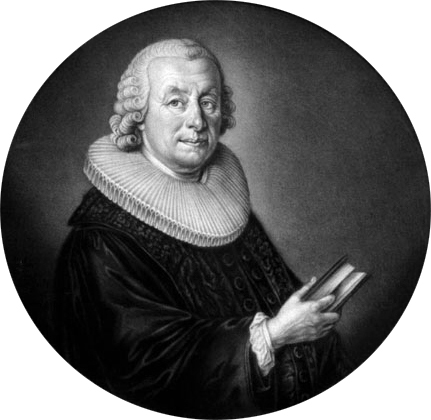
J. Chr. Schäffer

Acest burete a fost descris deseori. Prima menționare a fost acea a lui Jacob Christian Schäffer în volumul 4 al operei sale Fungorum qui in Bavaria et Palatinatu circa Ratisbonam nascuntur Icones din 1774, sub denumirea Boletus olivaceus.

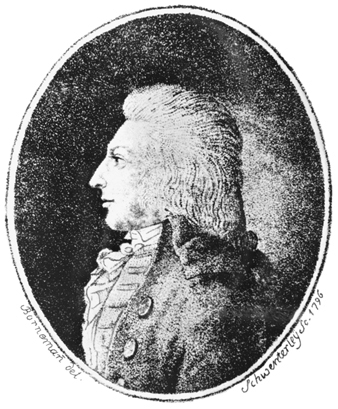
C. H. Persoon

În anul 1801, Christian Hendrik Persoon a redenumit ciuperca drept Boletus calopus în volumul 2 al lucrării sale Synopsis methodica Fungorum, fiind numele binomial hotărât.
Pentru câtva timp denumirea Suillus olicaceus a micologului german Otto Kuntze din 1898 a fost folosită de mulți micologi.
În anul 2014, micologul italian Alfredo Vizzini a mutat specia la genul nou Caloboletus sub păstrarea epitetului. După ce ambele mari comitete de nomenclatură, anume Index Fungorum și Mycobank au acceptat această denumire, noul nume este în prezent obligatoriu precu tip de specie (2023), deși vechiul Boletus calopus este folosit mai departe în cele mai multe cărți micologice. Acceptanța taxonului nou Caloboletus precum a speciilor asociate a urmat datorită unor studii moleculare recente care au conturat un nou cadru filogenetic pentru familia Boletaceae.
Mai trebuie menționat, că denumirea Boletus pachypus creată de renumitul micolog suedez Elias Magnus Fries în 1815, este văzută pe scară largă doar sinonim al buretelui aici descris.
Epitetul specific este compus din cuvintele de limba greacă veche (greacă veche καλός=frumos) (trăgându-se de la numele nimfei Callisto care a fi fost de o foarte mare frumusețe), și (greacă veche πόύς=picior), referindu-se la piciorul ciupercii viu colorat.

## Descriere

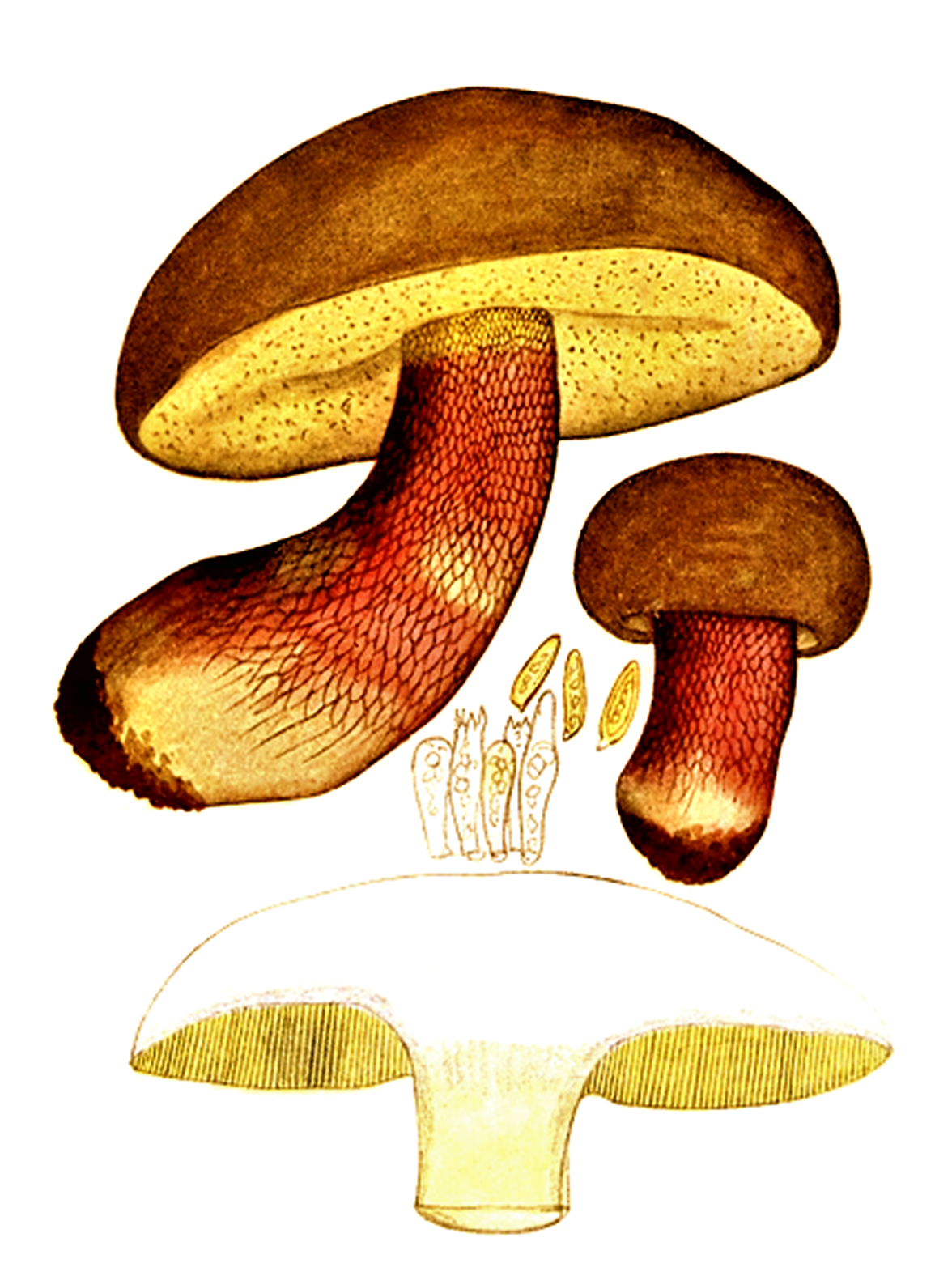
Bres.: Boletus olivaceus

- Pălăria: are un diametru de 8-20 cm, este largă, compactă și cărnoasă. La început semisferică cu marginea răsfrântă în jos, este la maturitate boltită, întinzându-se la bătrânețe în formă de pernă deseori îndoită neregulat. Cuticula este mătăsoasă și catifelată, niciodată lipicioasă, care se poate decoji numai foarte greu. Coloritul ei este în tinerețe alb-cenușiu, la maturitate tinde mai mult spre un măsliniu palid respectiv maroniu de piele, câteodată cu tonuri gălbuie.
- Tuburile: sunt lungi, aderate la picior, în stadiu avansat bombate, fiind colorate galben de lămâie, la bătrânețe verzui.
- Porii: mici și rotunjori sunt inițial de aceiași culoare cu tuburile, la maturitate galben-verzui, în sfârșit și ei verzui. La atingere se decolorează albastru-verzui.
- Piciorul: cu o lungime de 7 până la 15 cm  și o grosime de 4 până la 6 cm este compact, tare, bulbos, uneori ușor alungit și plin pe dinăuntru. Suprafața este purpurie până roșu înfocată, spre tuburi galbenă, acoperită cu o grilă strânsă și evident alb-gălbuie până roșiatică. La atingere, tija se colorează verde murdar, chiar și negricios.
- Carnea: este compactă, tare și palidă, de colorit albicios-crem, rar cu tonuri gălbuie, decolorându-se la tăiere sau după o leziune în pălărie doar moderat gri-albăstrui iar la bază albastru. Mirosul este amărui dar nu neplăcut, gustul fiind în primele clipe după ingerare savuros, devenind apoi foarte amar.[3][4][5]
- Caracteristici microscopice: sporii în hidroxid de potasiu aproape hialini, iar în reactivul Melzer brun-gălbui, sunt netezi, cu pereți ușor groși, fusiform-alungiți cu picături, având o dimensiune de 12-16 x 4,5-5,5 microni. Pulberea lor este galben-măslinie. Basidiile (celulele purtătoare de spori) au forma de măciucă, cu 4 sterigme fiecare, măsurănd 30-38 x 9-12 microni. Pileocistide (elemente sterile de pe suprafața pălăriei)  sunt formate din hife filamentoase întrețesute. Himenoforul este deviant bilateral și corespunde subtipului genului Boletus. Pleurocistide (elemente sterile situate în himenul de pe fețele lamelor) și cheilocistide (elemente sterile situate pe muchia lamelor) de 25-40 x 10-15 microni, în formă de sticlă și cu pereți subțiri, sunt de asemenea clavate până fusiforme și hialine (translucide). Conexiunile cu cleme de pe pereții intermediari (septuri) ai firelor fungice lipsesc.[11][17]
- Reacții chimice: Buretele se decolorează cu acid lactic galben, cu anilină roz-violet apoi maro, cu fenol maro, cu Hidroxid de potasiu ușor ocru în pălărie și brun-galbui în picior, cu metol aproape negru și cu tinctură de Guaiacum după câteva minute albastru.[18]

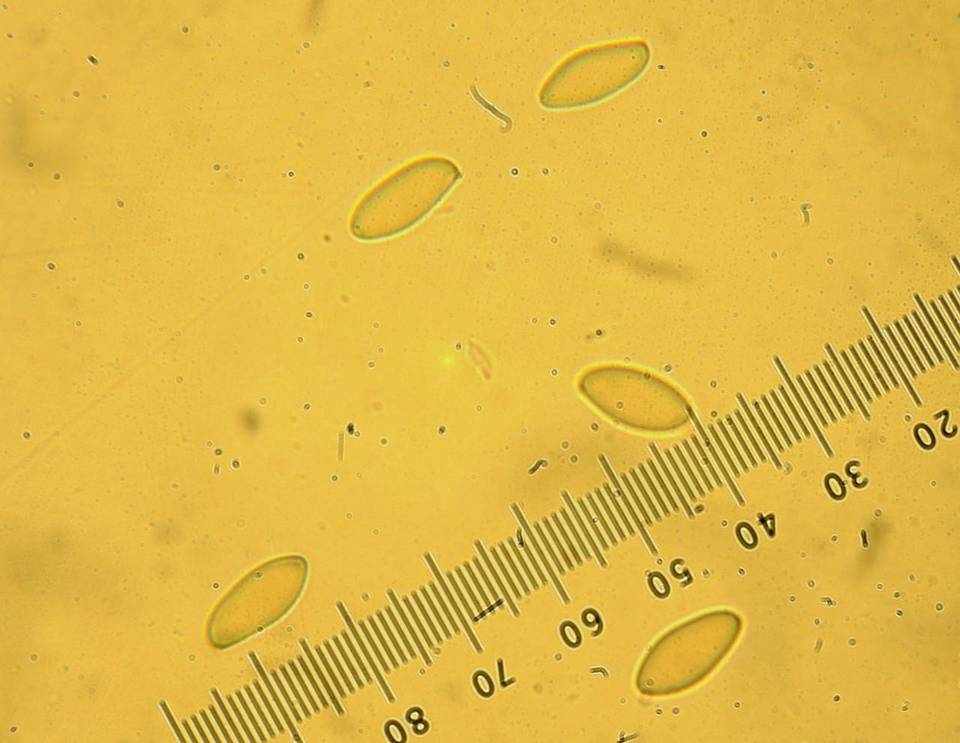
C. calopus, spori
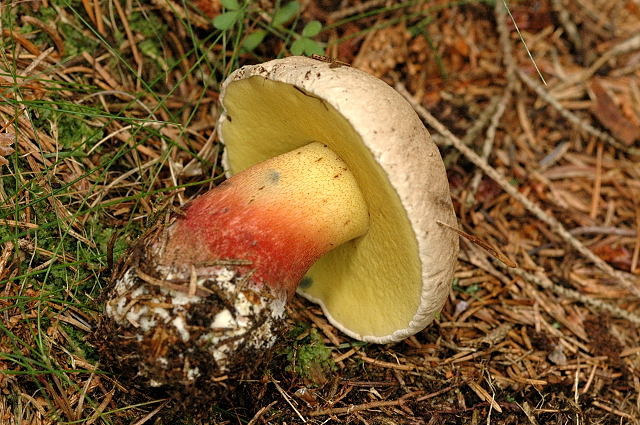
C. calopus, pori
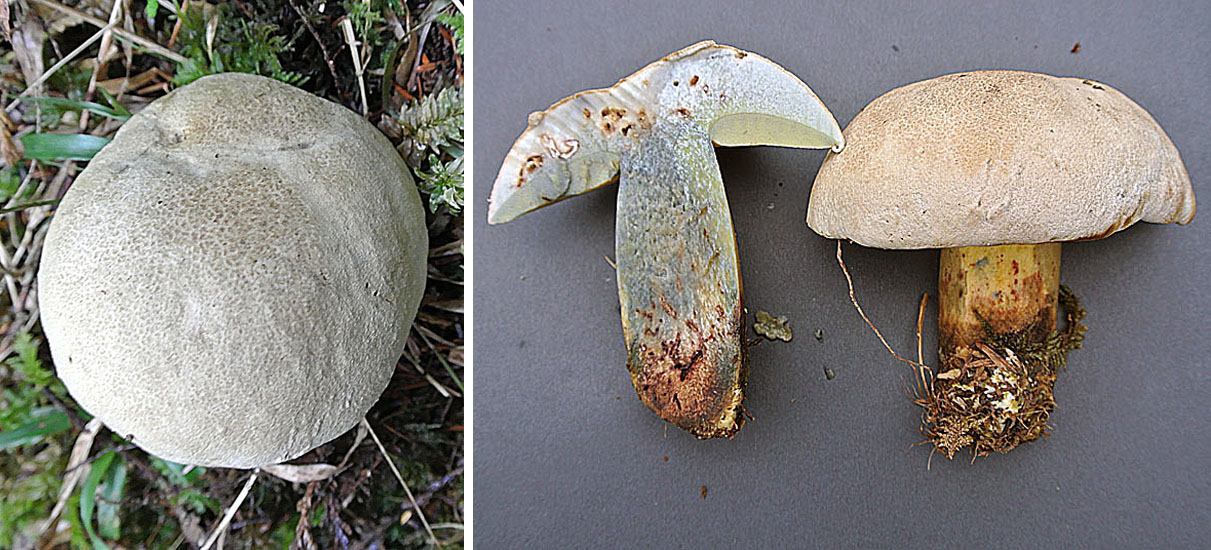
C. calopus, secțiune longitudinală
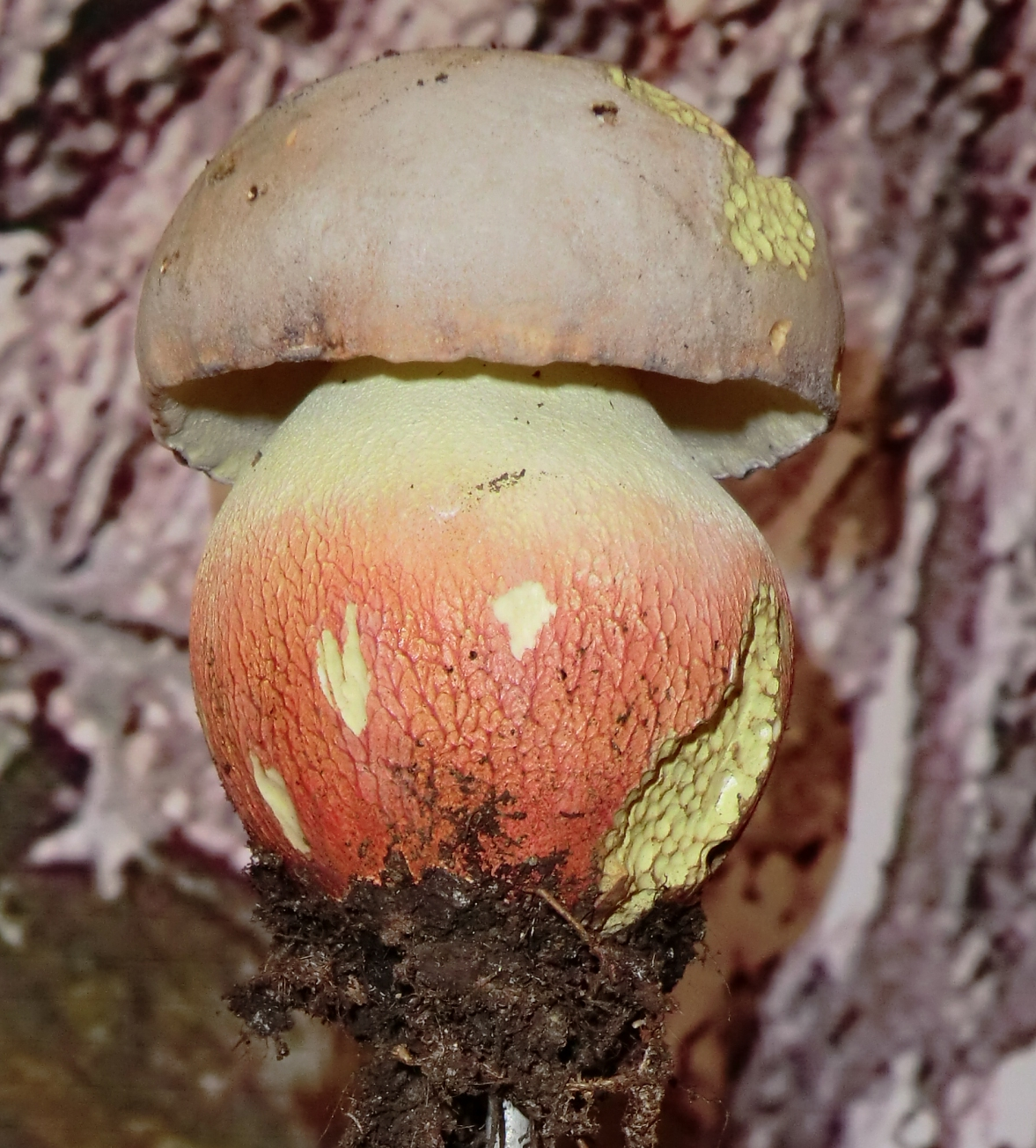
C. calopus bătrân
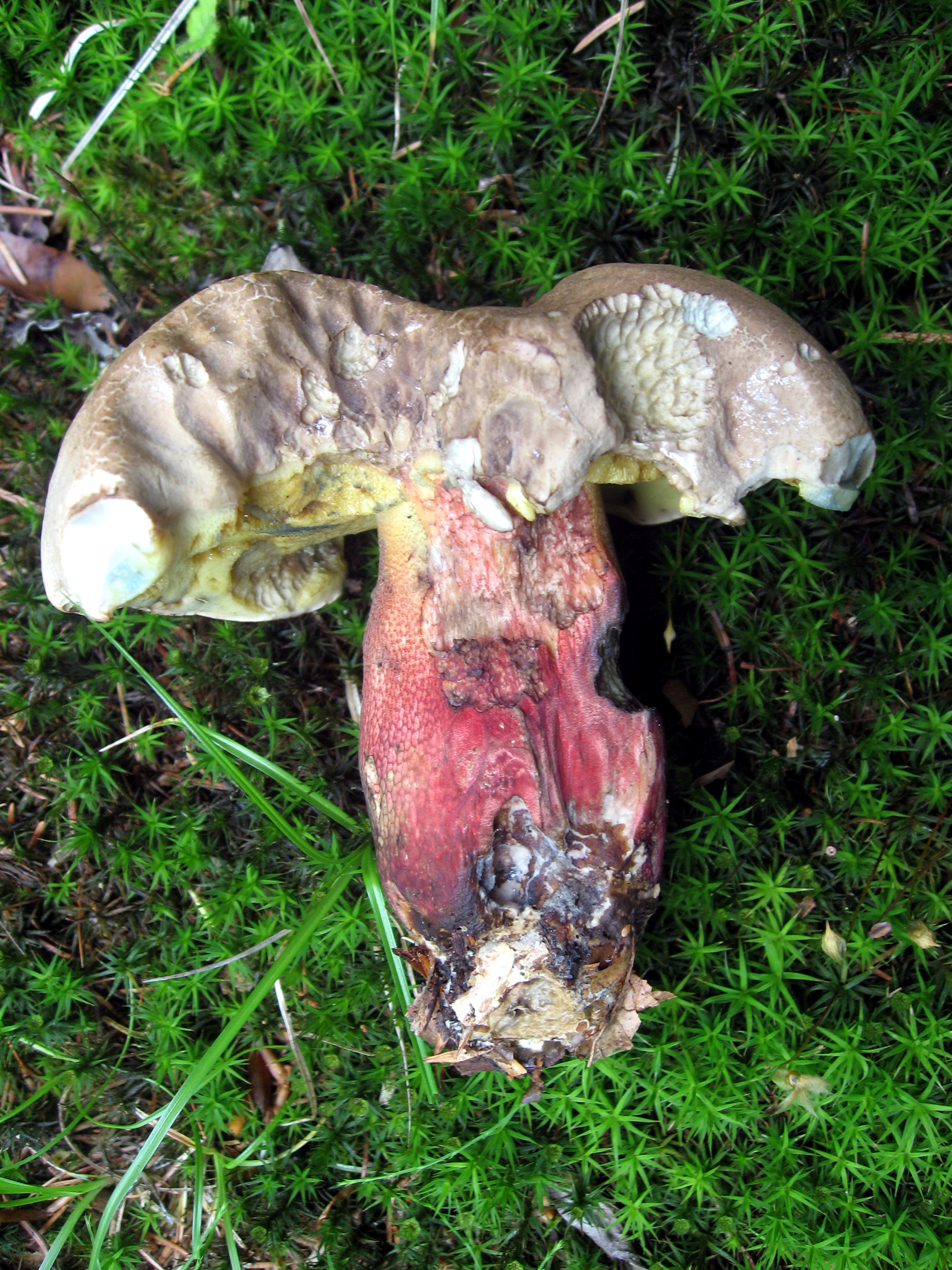
C. calopus bătrân

## Confuzii
Hribul frumos poate fi confundat nu numai cu variația sa Boletus pachypus, ci, de asemenea, cu mai multe alte specii din familia Boletaceae (în special dacă nu se dă seama de pori roșii), cum ar fi: Boletus aestivalis, Boletus appendiculatus, Boletus edulis, Boletus erythropus sin. Boletus luridiformis (foarte gustos, pori roșiori), Boletus junquilleus (gustos, mai deschis gălbui, spori gălbui), Boletus impolitus sin. Hemileccinum impolitum (comestibil), Boletus luridus (crud neprielnic, preparat foarte gustos, pori roșiatici), Boletus pinicola, Boletus pulverulentus (de calitate mediocră, porii tind spre roșu), Boletus purpureus (necomestibil, pori roșii, gust tare neplăcut). Boletus radicans (necomestibil, amar, picior fără roșu, crește numai în păduri foioase),Boletus regius (comestibil), Boletus speciosus (comestibil), Boletus splendidus ssp. moseri, Imperator torosus sin. Boletus torosus ( probabil otrăvitor), Leccinellum crocipodium sin. Leccinum crocipodium (comestibil), Rubroboletus dupainii (comestibil, pori roșii), Rubroboletus legaliae sin. Boletus legaliae, Boletus satanoides (suspect, crud mereu foarte toxic), Rubroboletus rhodoxanthus (crud foarte toxic, bine fiert probabil comestibil, de calitate mediocră, ușor de confundat cu buretele dracului, comestibilitatea fiind discutată, de aceea indicat aici necomestibil), Rubroboletus satanas (otrăvitor, pori roșiatici), sau Tylopilus felleus (necomestibil, amar).

## Specii asemănătoare

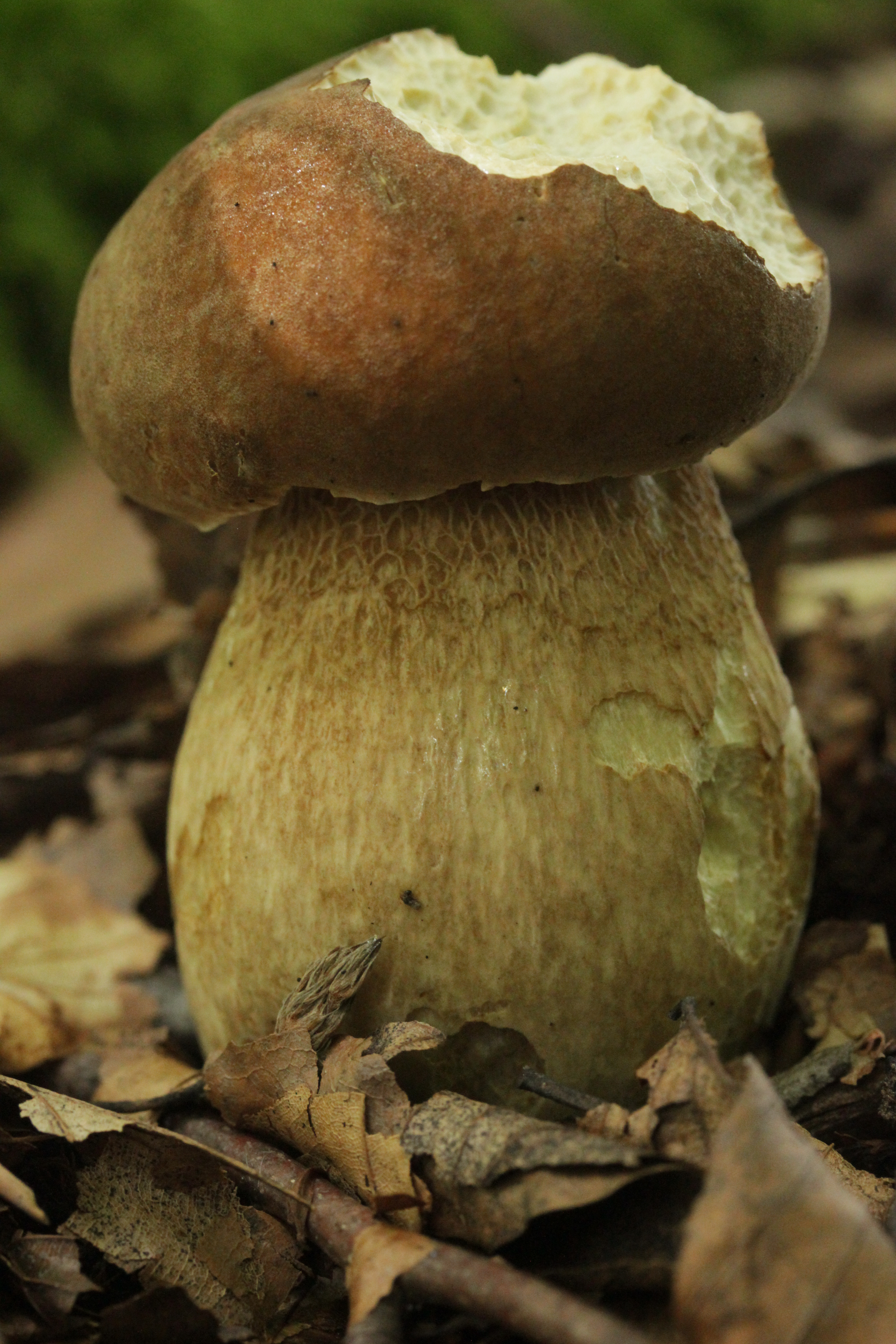
Boletus aestivalis
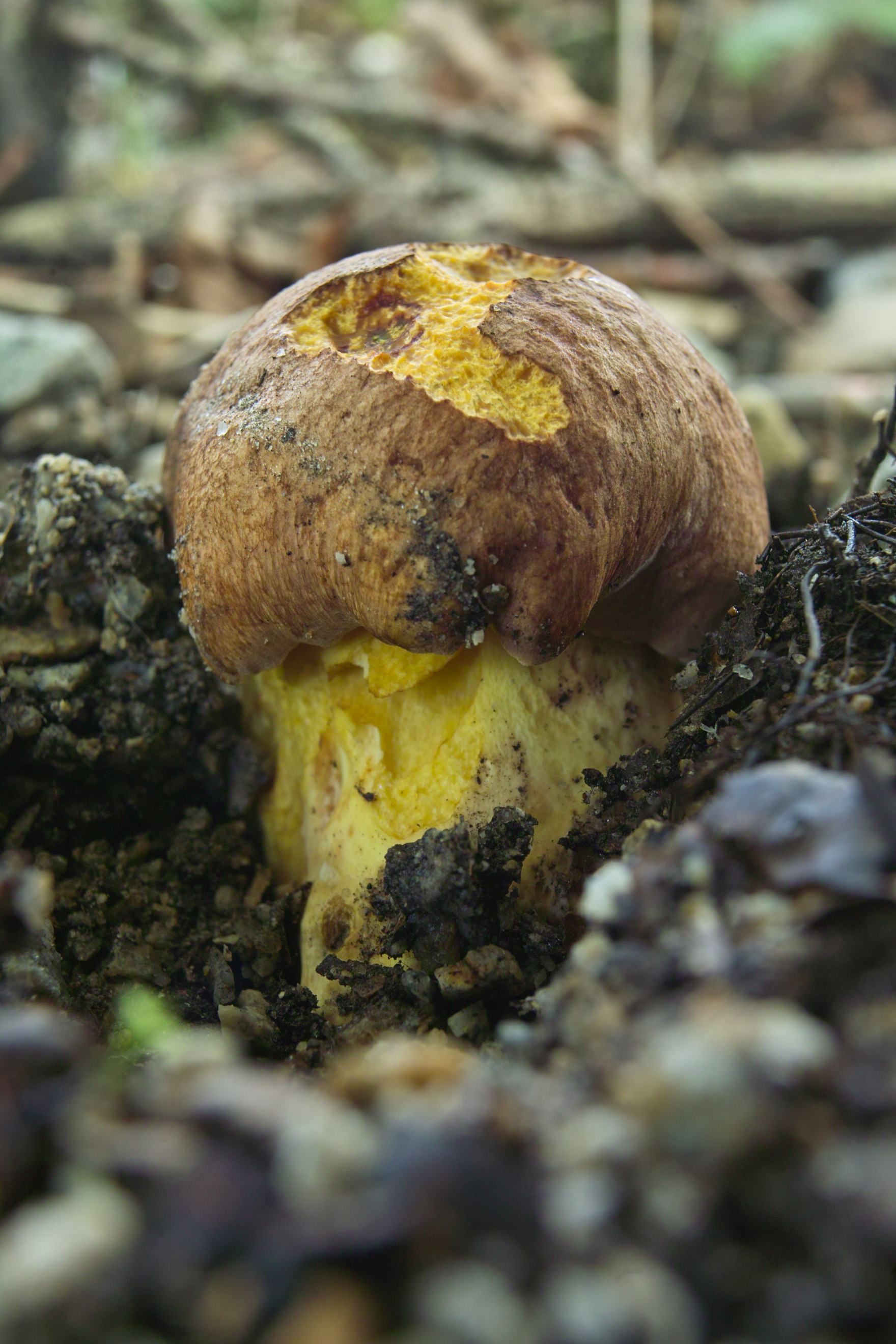
Boletus appendiculatus
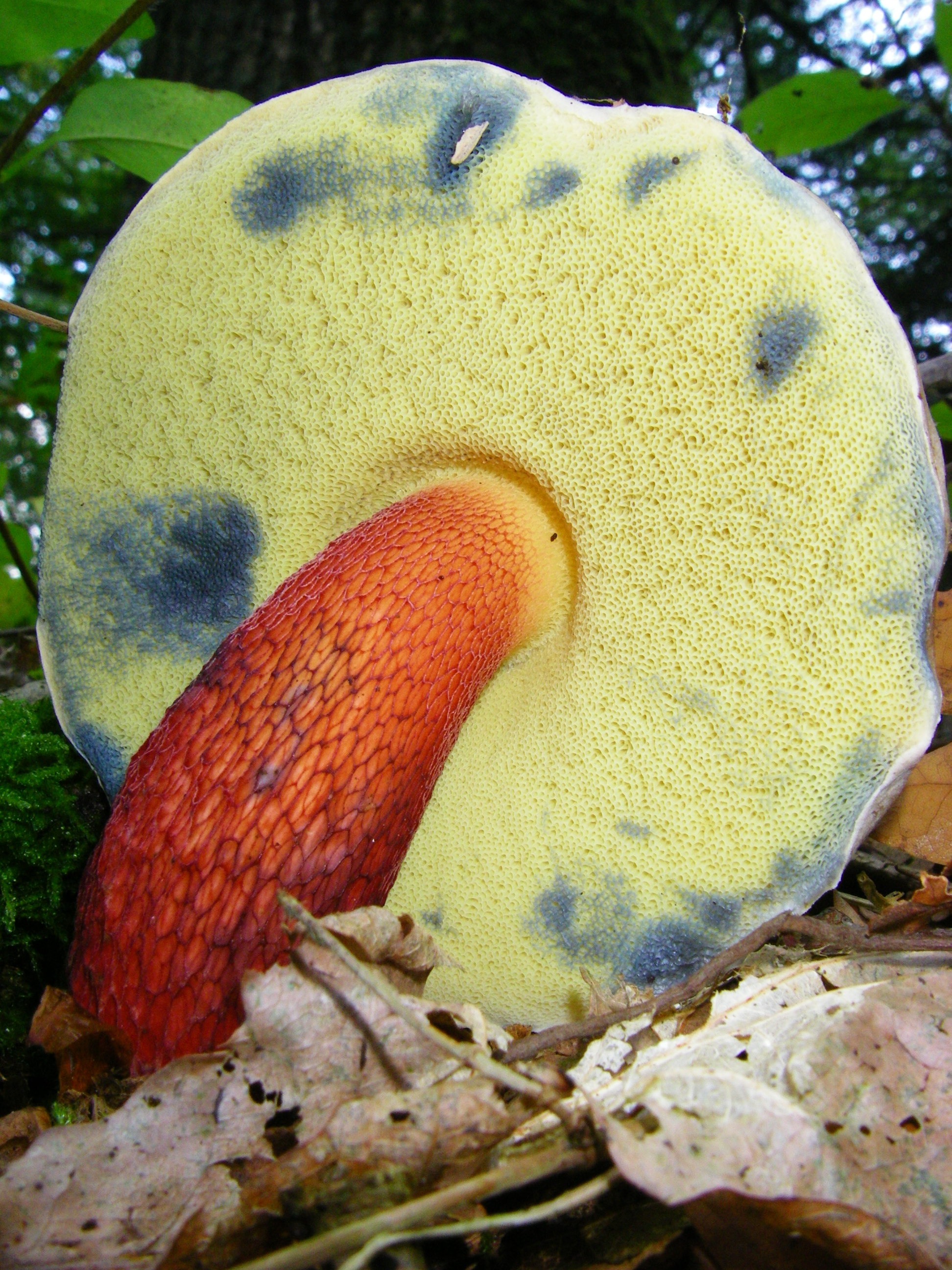
Boletus calopus var. pachypus
Boletus edulis
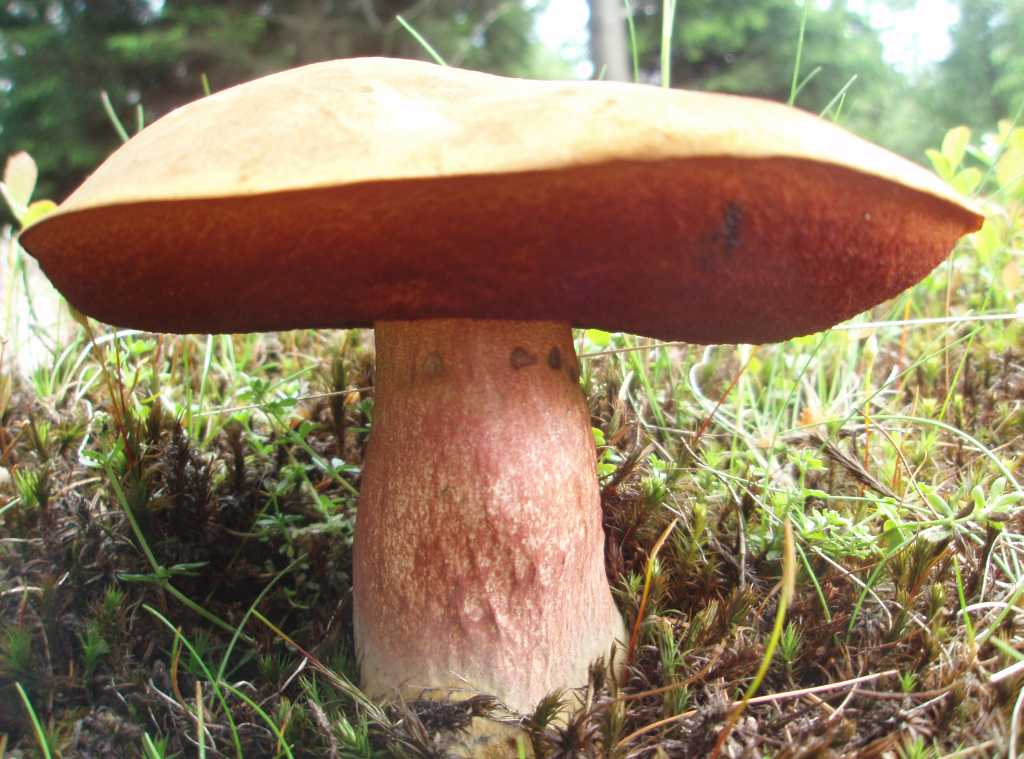
Boletus erythropus
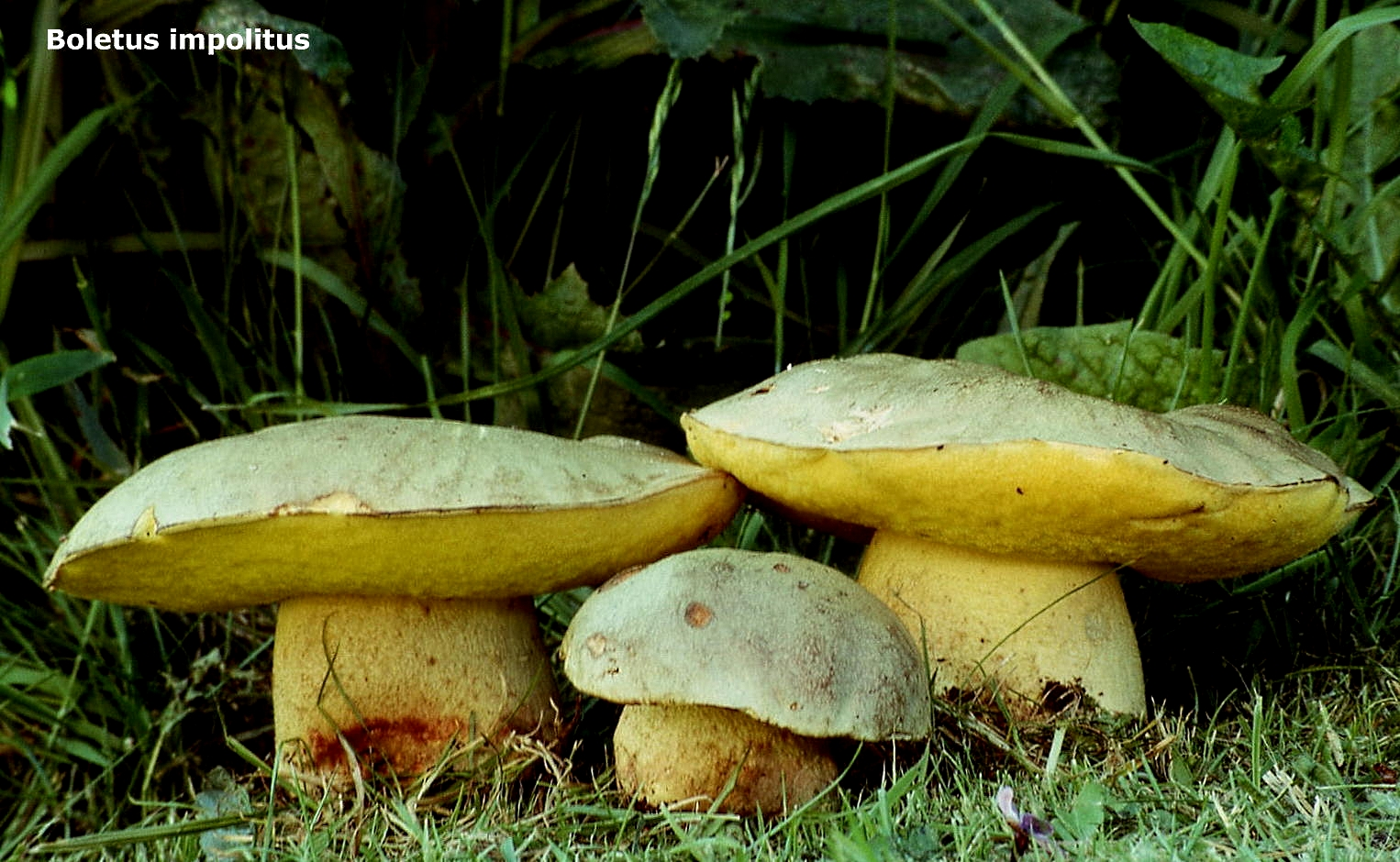
Boletus impolitus

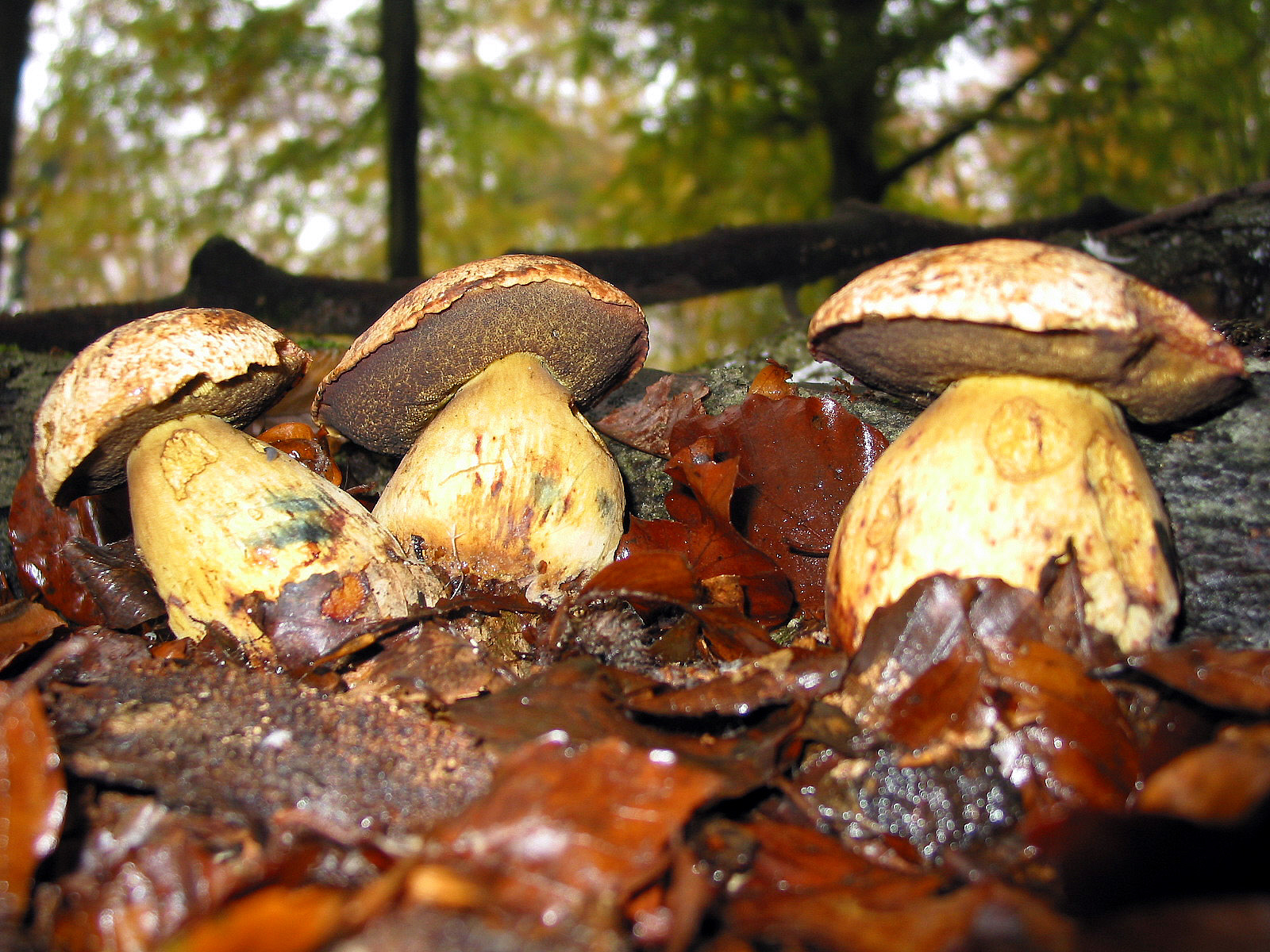
Boletus junquilleus
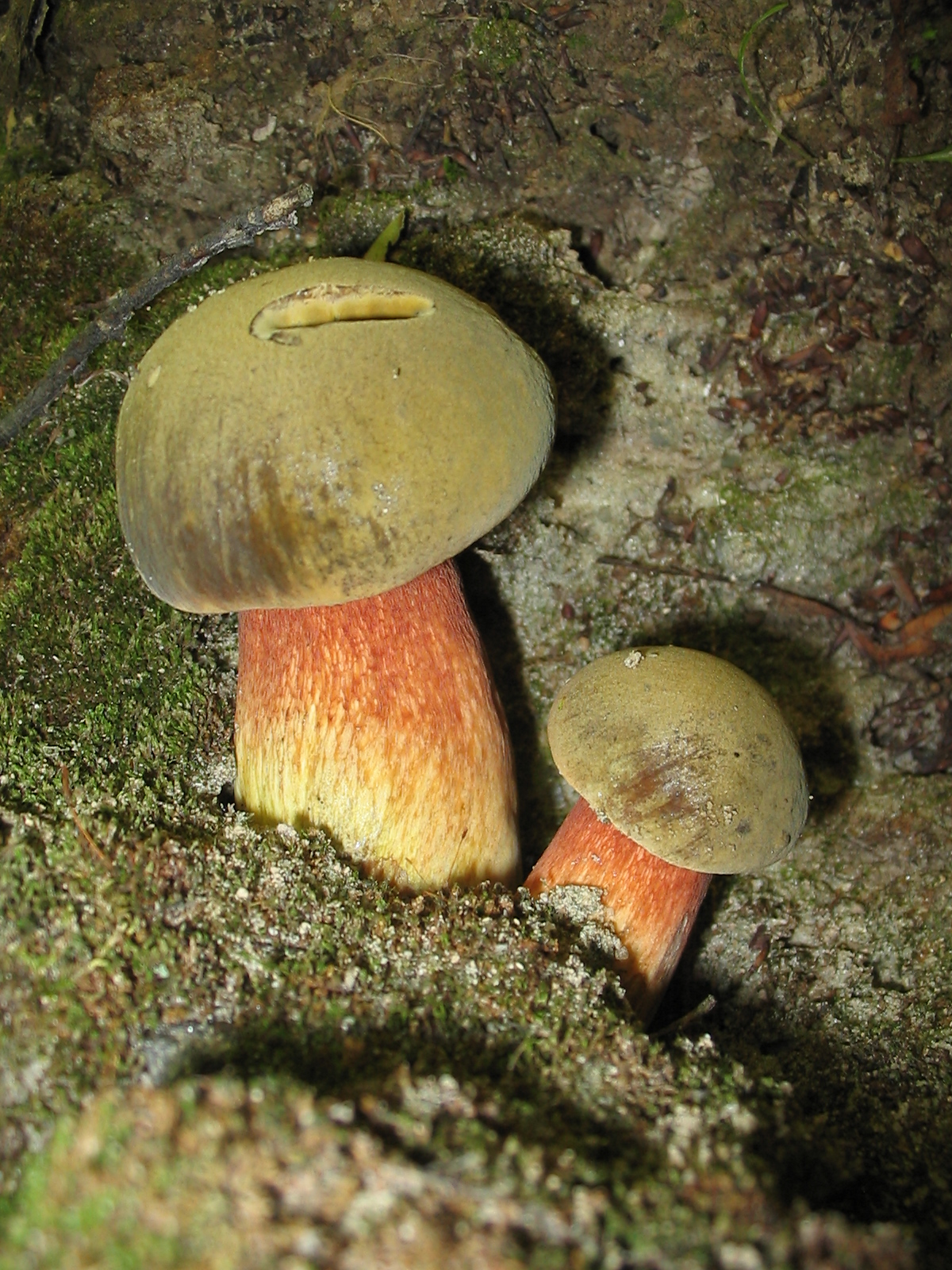
Boletus luridus
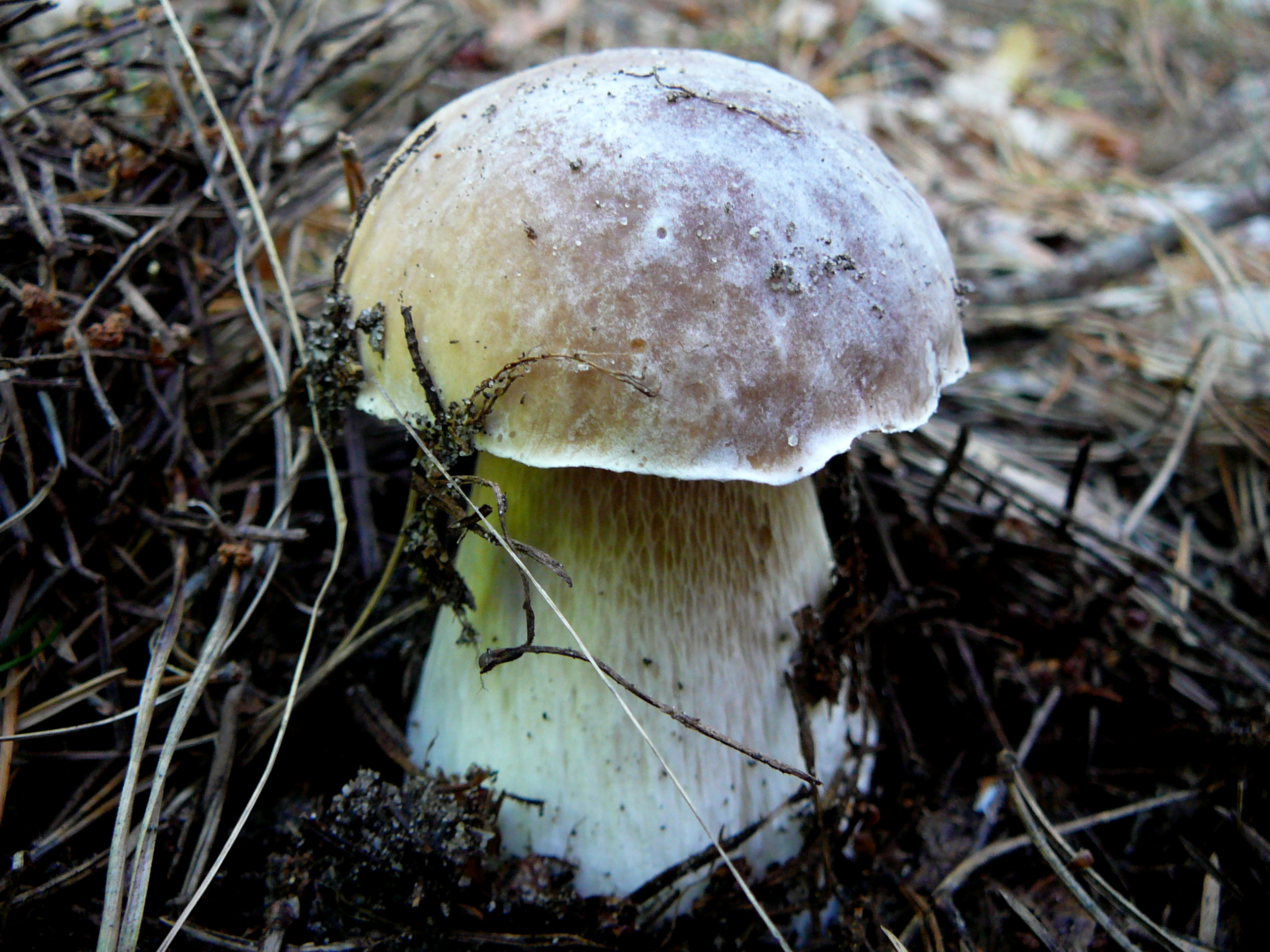
Boletus pinicola
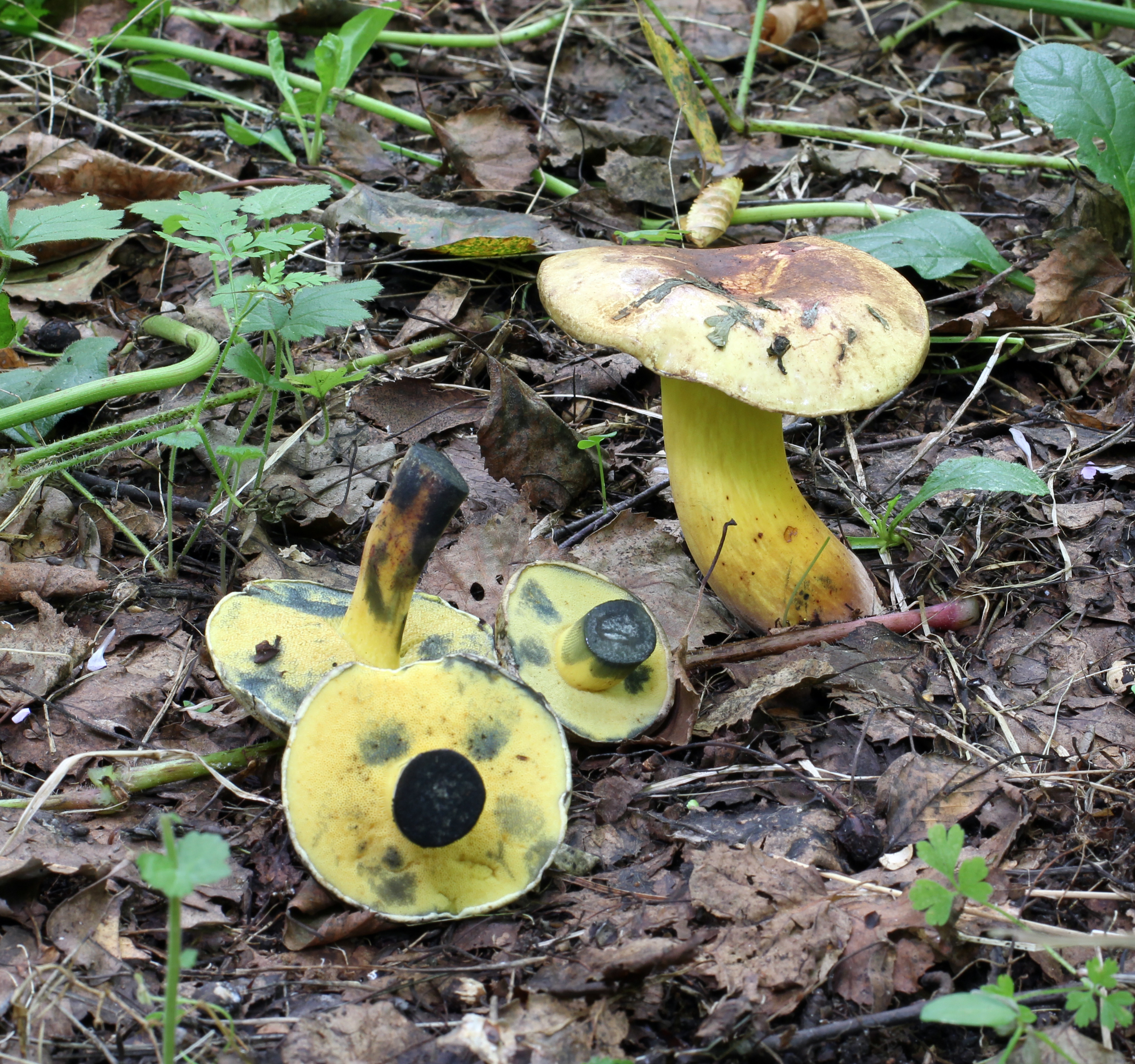
Boletus pulverulentus
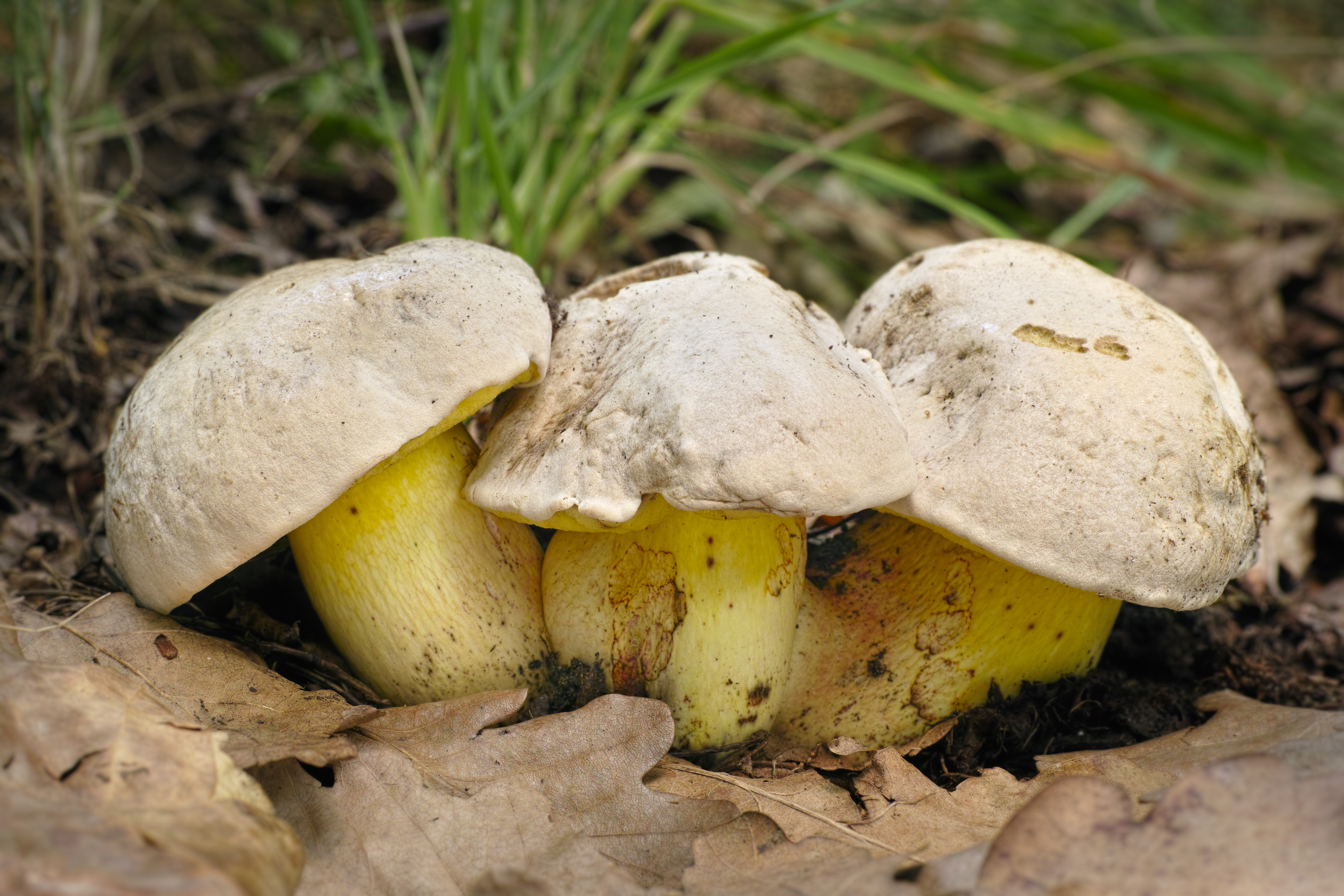
!Boletus radicans!

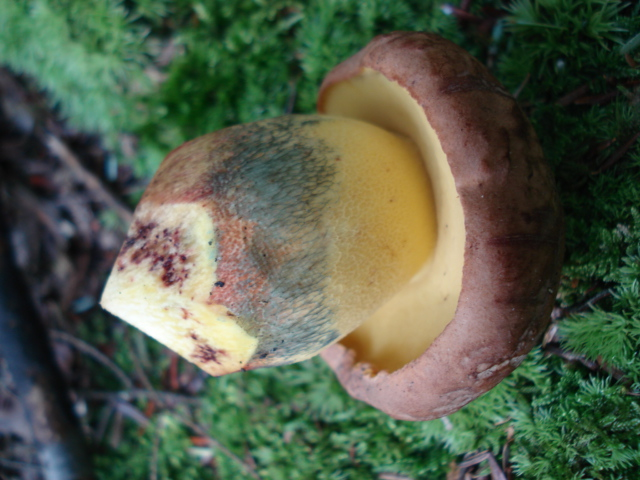
Boletus speciosus
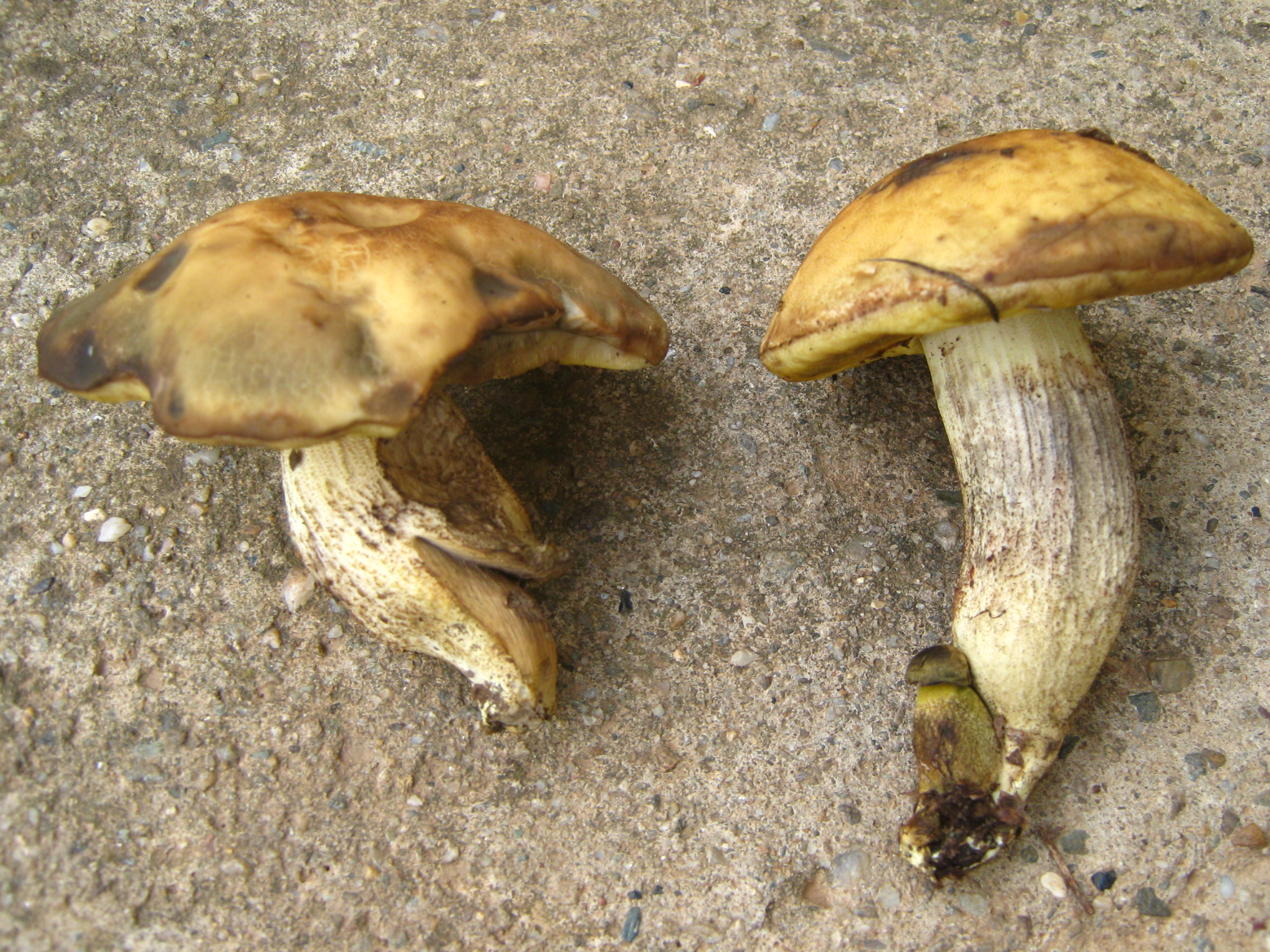
Leccinellum crocipodium sin Leccinum crocipodium
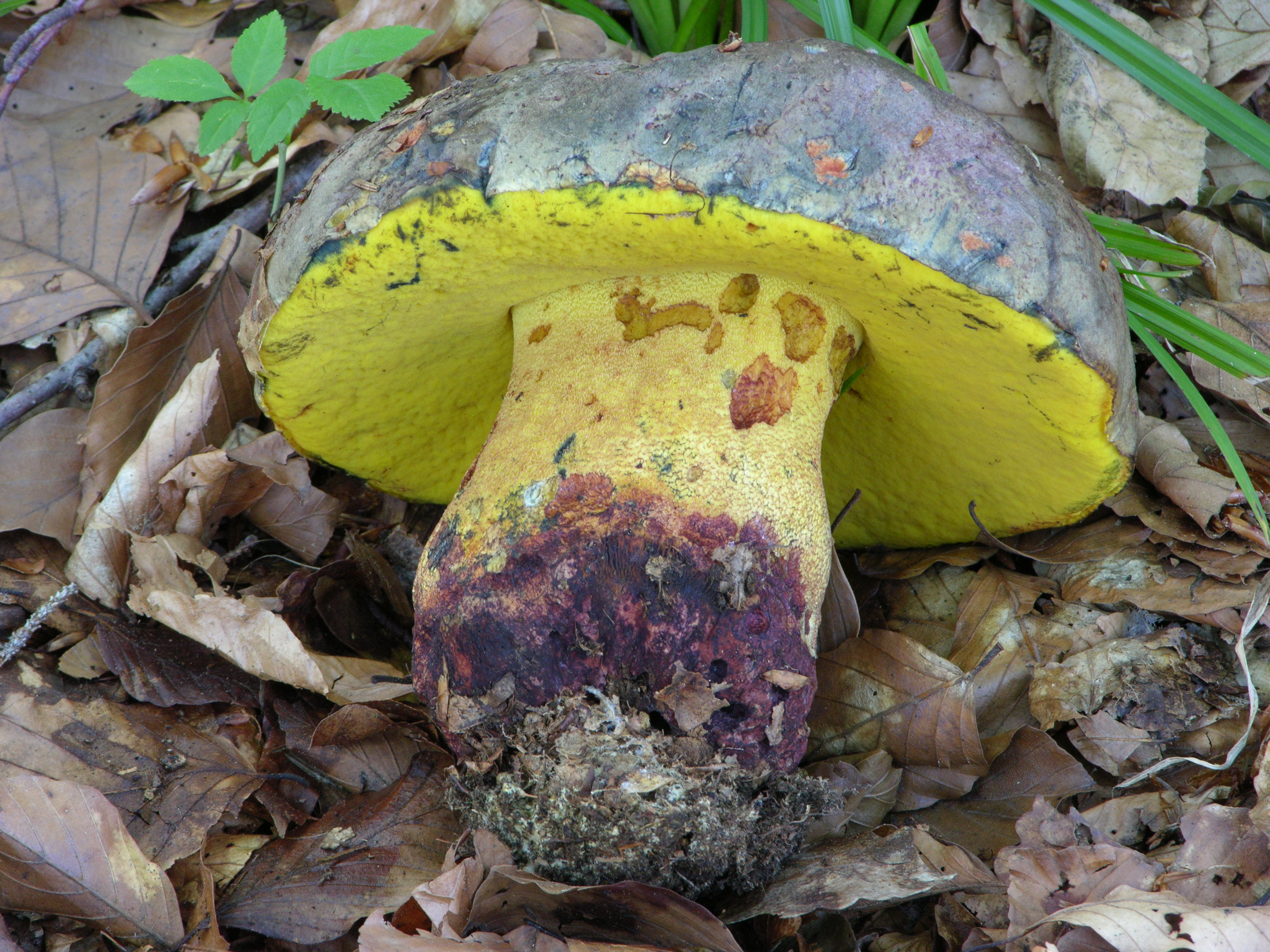
!!Imperator torosus!!
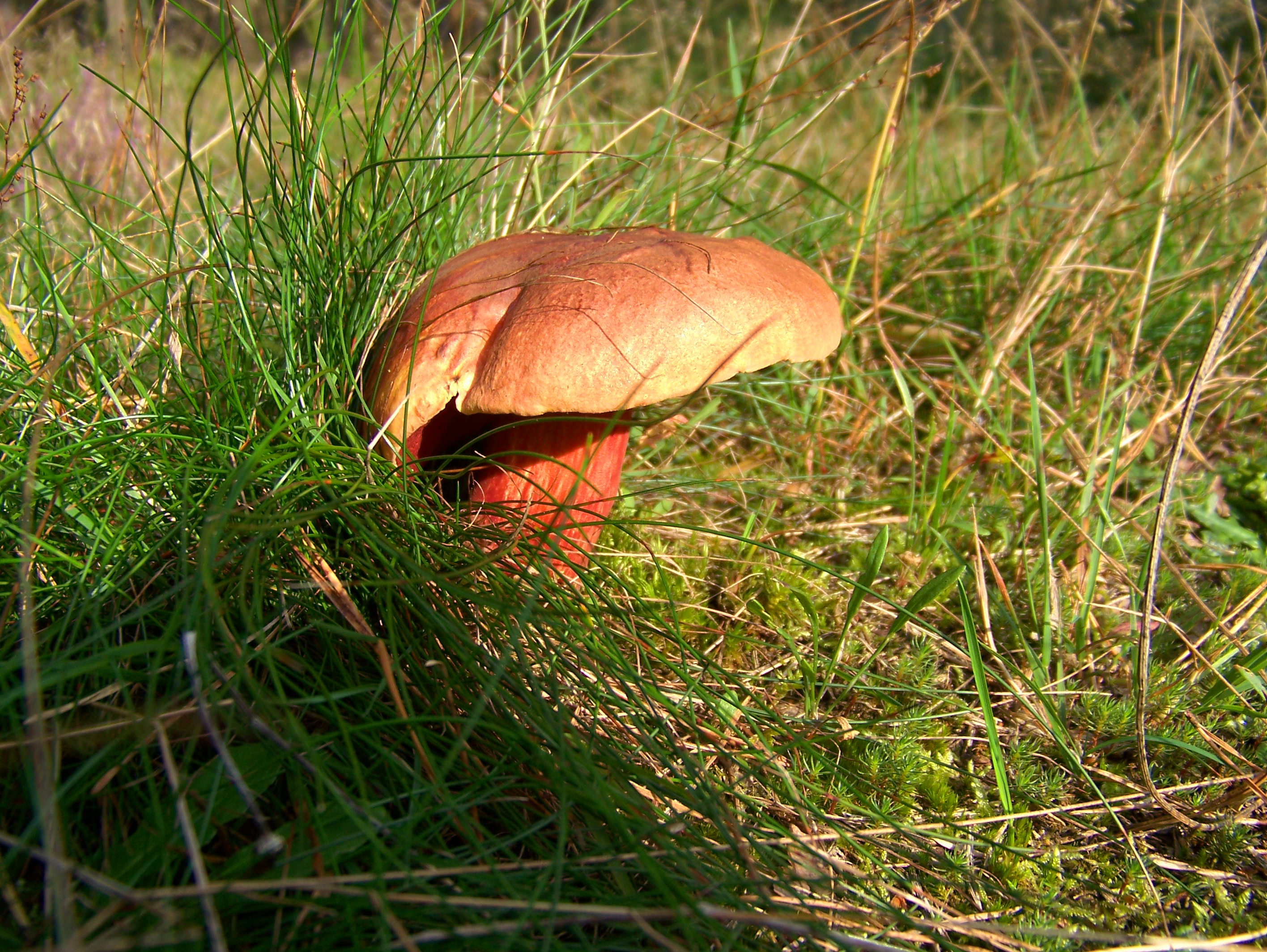
Rubroboletus dupainii
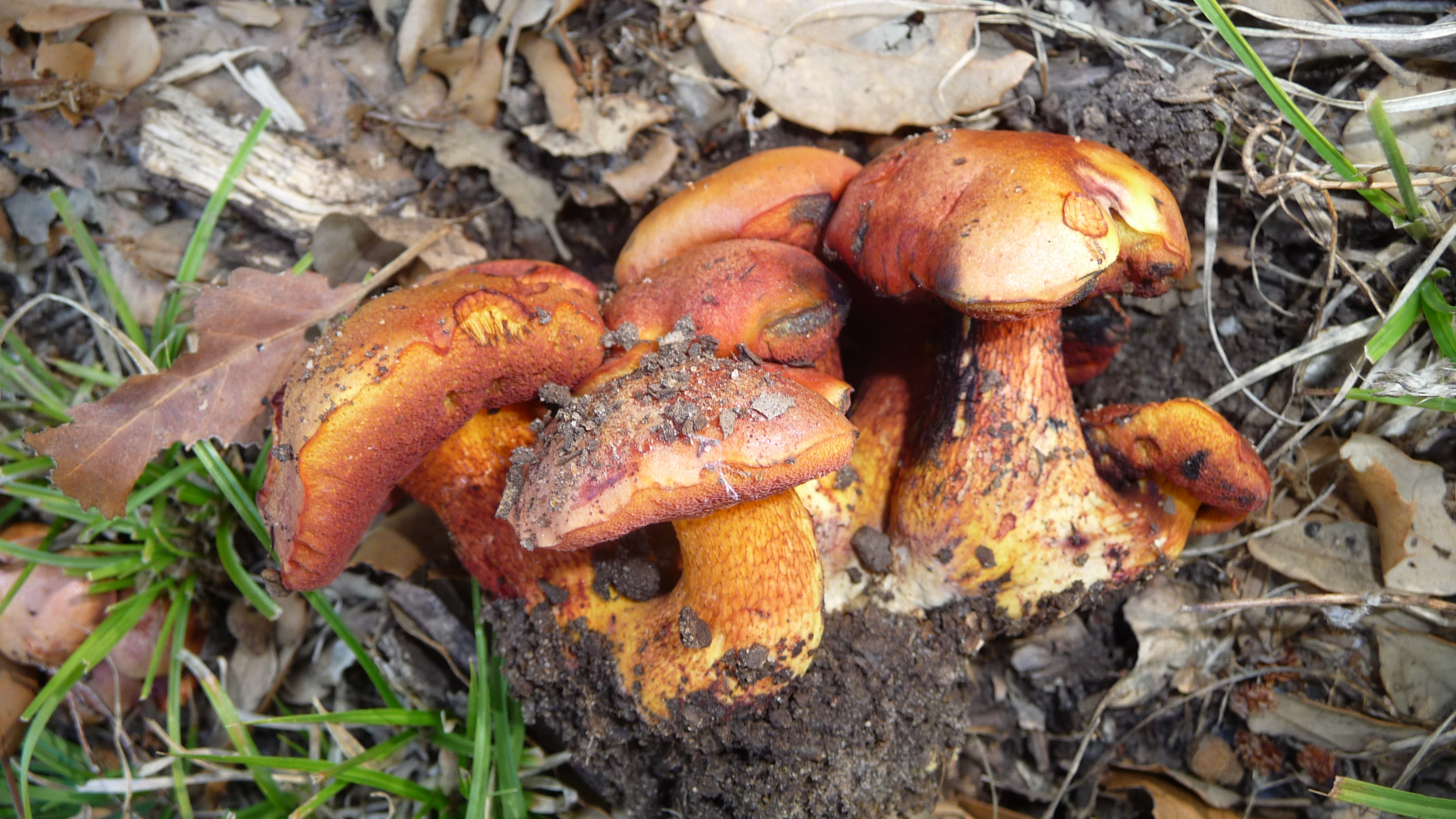
!!Rubroboletus legaliae!!

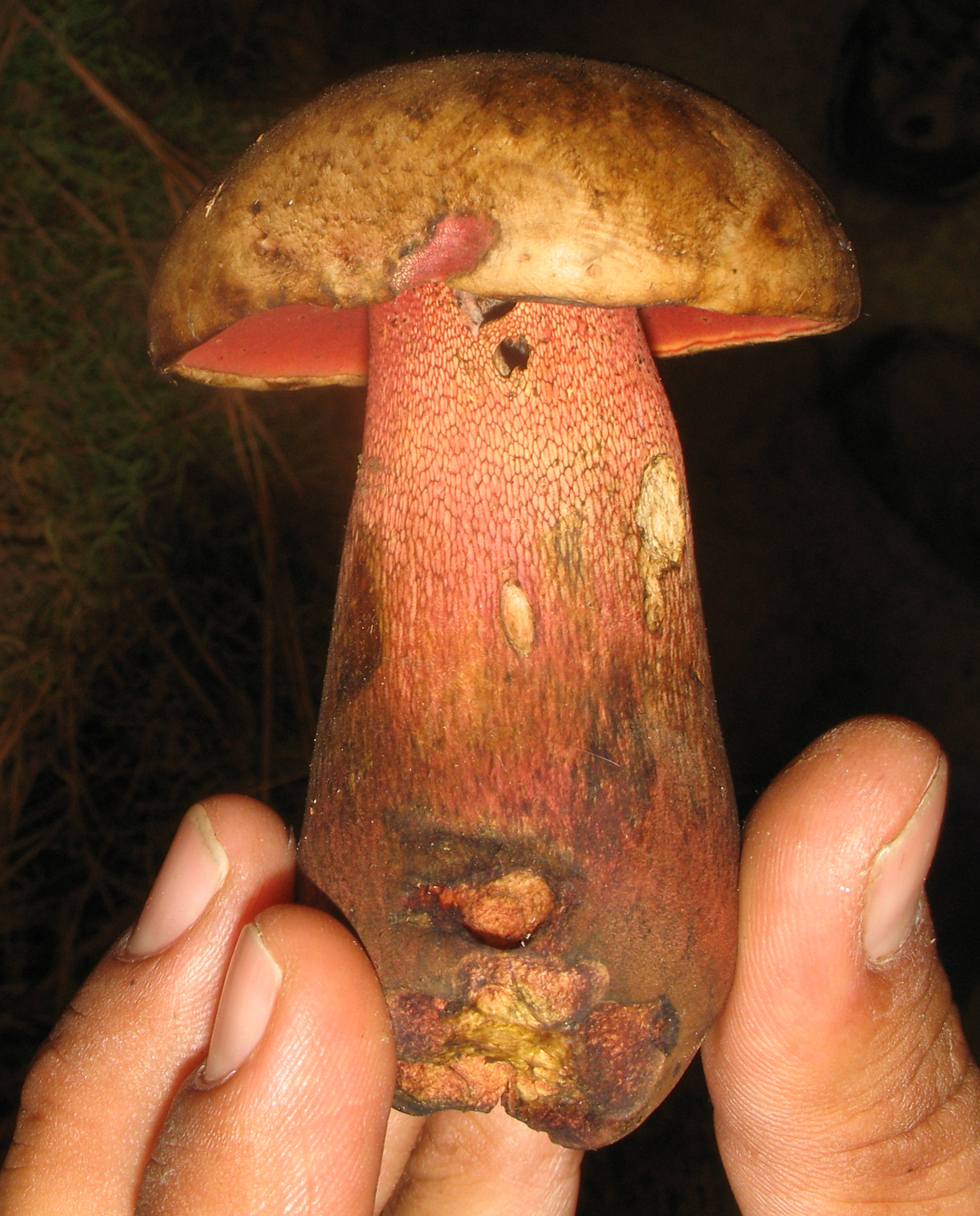
!!Boletus pulcherrimus!!
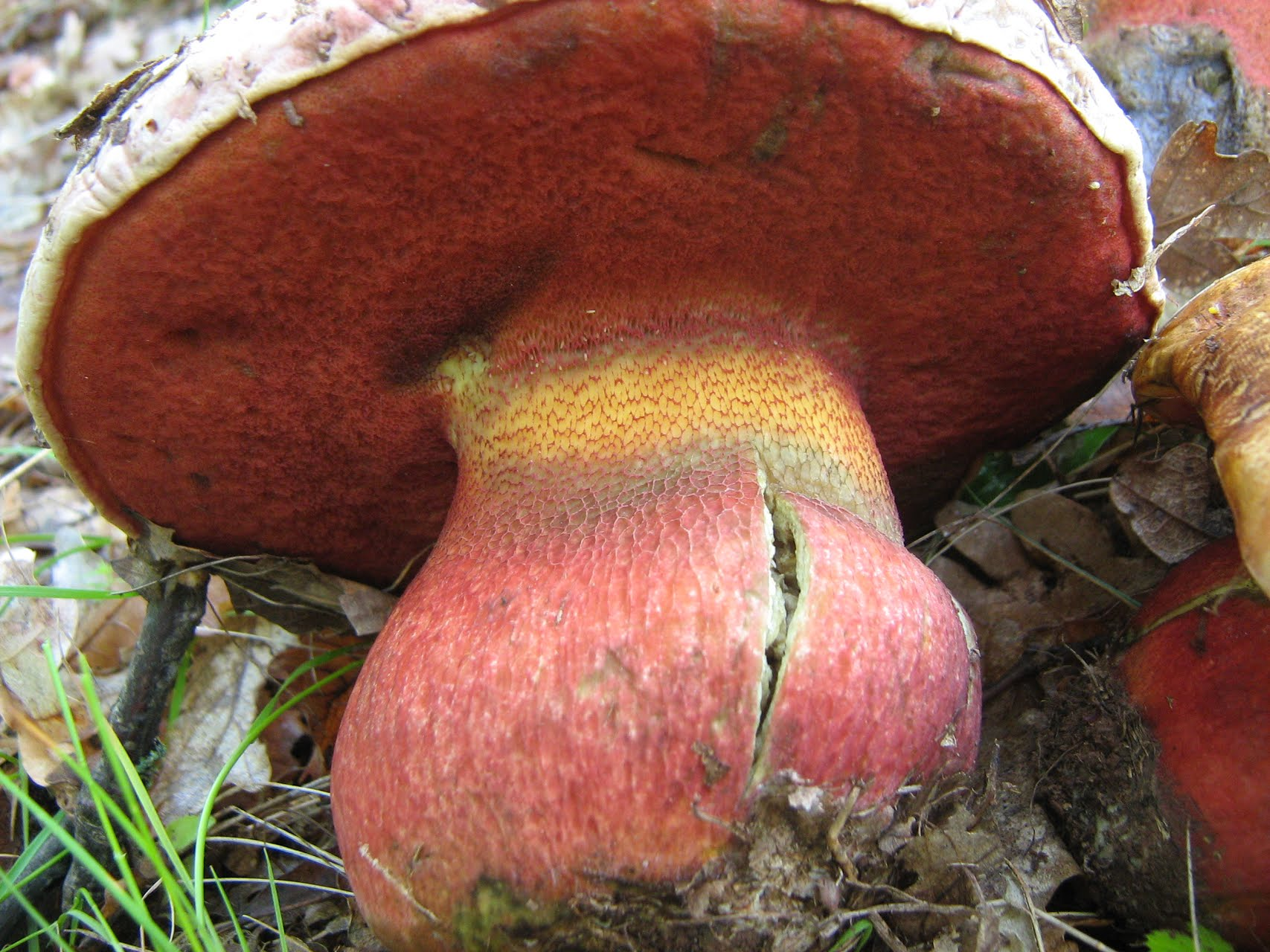
!Rubroboletus rhodoxanthus!
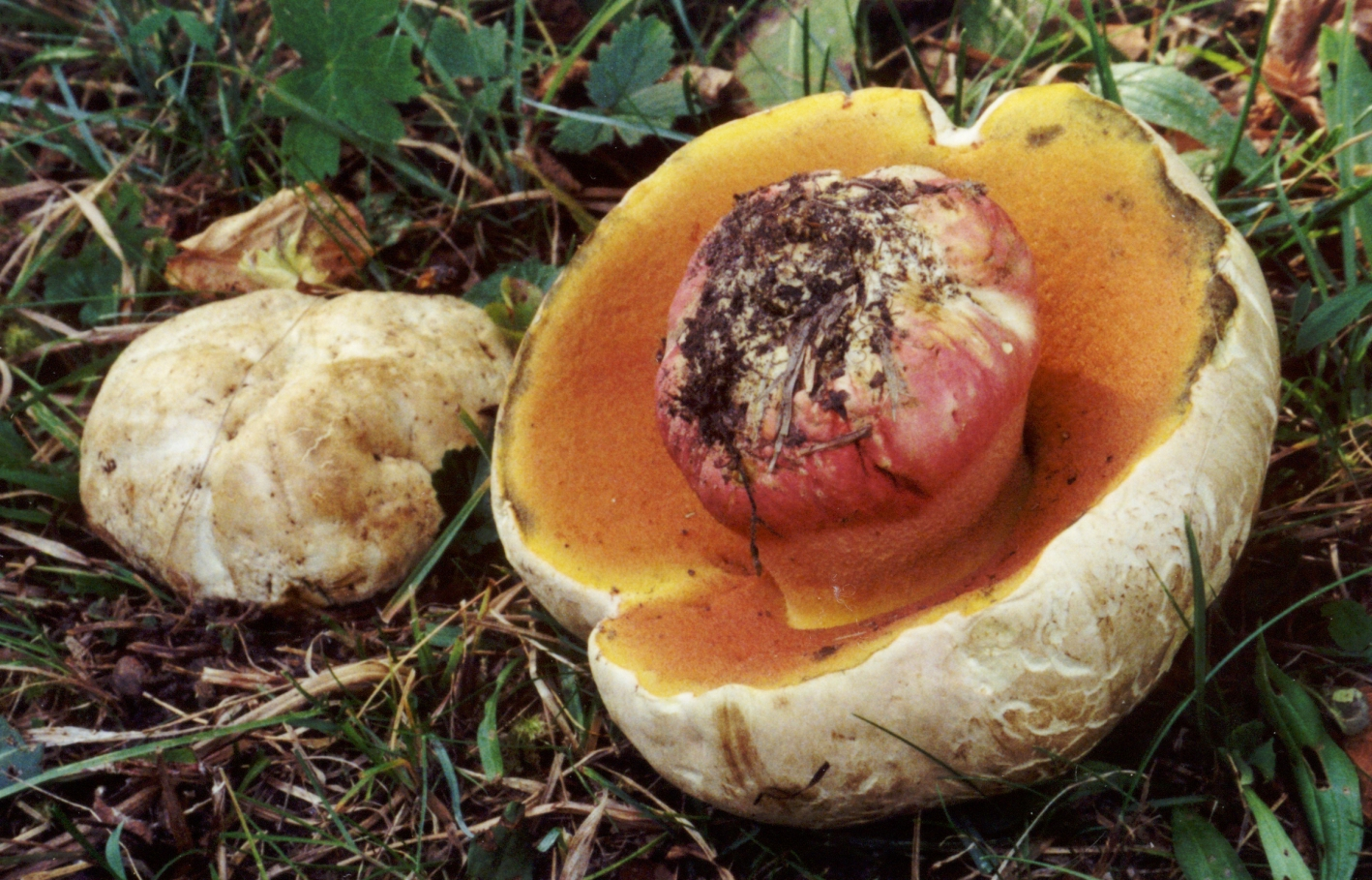
!!Rubroboletus satanas!!
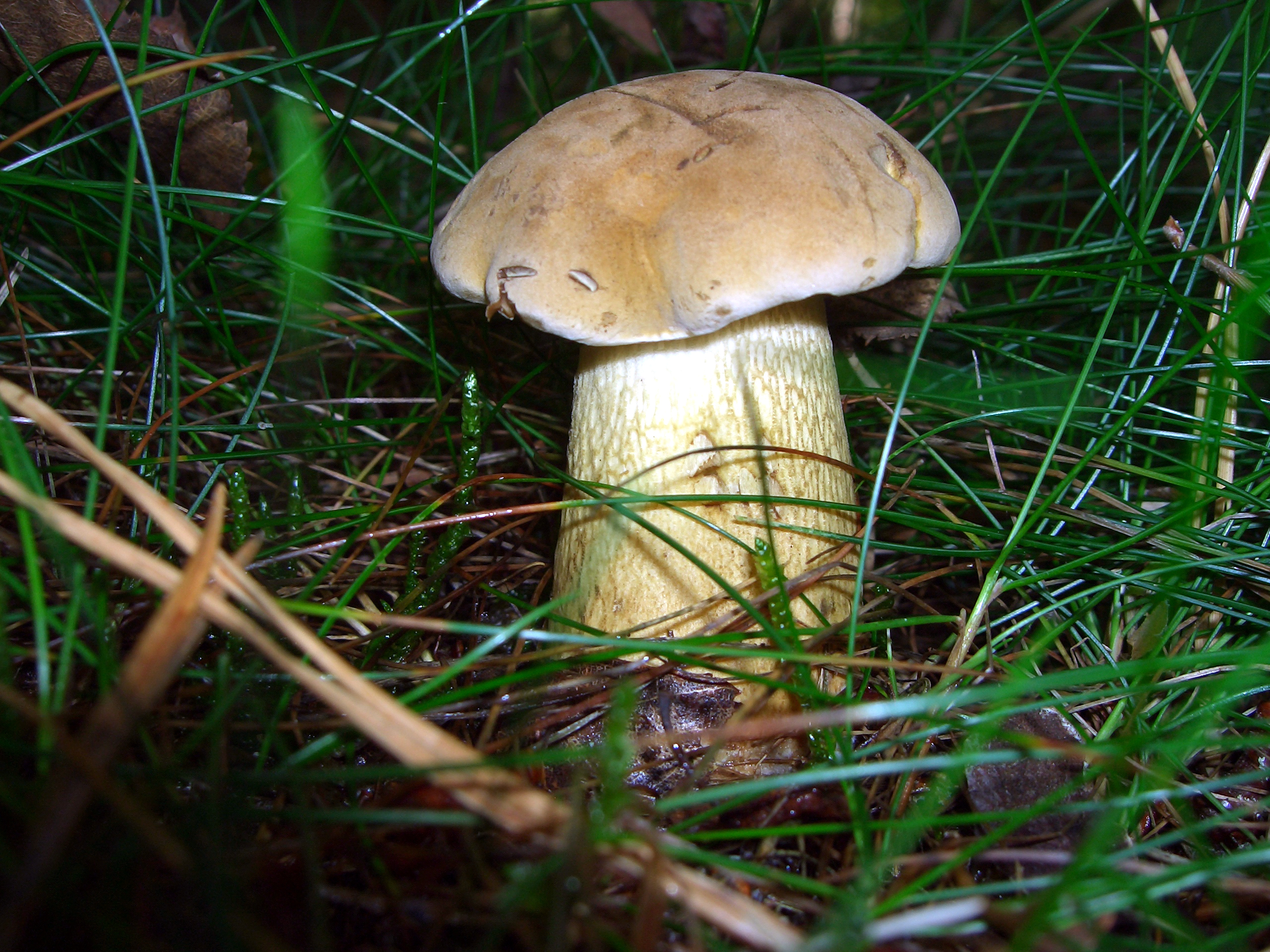
!Tylopilus felleus!

## Valorificare
Se înțelege de singur, că hribul frumos nu este comestibil. Este neapărat de menționat, că amărăciunea ciupercii nu se constată imediat după degustare. Din păcate se găsesc deseori exemplare călcate în picioare sau rupte. În diverse regiuni buretele a devenit deja foarte rar. Nu distrugeți această ciupercă frumoasă, mult mai mult acceptați valoarea ei ecologică pentru arbori și pădure!